# Frans Simons
Pour les articles homonymes, voir Simons.
Jan Frans Simons, connu sous le nom de Frans Simons, né le 4 septembre 1855 et décédé le 21 février 1919 à Brasschaat, est un peintre belge de scènes de genre, de paysages, de natures mortes et de portraits, aquafortiste à ses heures.

## Biographie
Elève à l'académie d'Anvers, il se fixe ensuite à Brasschaat, où il peint en compagnie de son ami et conseiller Théodore Verstraete. Avec lui, il s'initie à la peinture de plein air.
En 1883, Frans Simons est un des membres fondateurs du groupe artistique bruxellois d'avant-garde Les Vingt et expose lors de leur premier Salon en 1884. Il en démissionne le 18 février 1885 quand deux de ses toiles ont été refusées.
Selon Serge Goyens de Heusch, ses œuvres font preuve "d'un réalisme ensoleillé".